# هيدروكسيلاز-21
الستيرويد 21- هيدروكسيلاز ، ويسمى أيضًا ستيرويد 21- أحادي أوكسيجيناز ،  21α-هيدروكسيلاز ،  وبشكل أقل عادة ، 21β-هيدروكسيلاز ،  هو إنزيم الهيدروكسيلات المنشطات في موضع C21  ويشارك في التخليق الحيوي للألدوستيرون والكورتيزول .و يعمل الإنزيم على تحويل البروجسترون و 17α-هيدروكسي بروجستيرونين إلى 11-ديوكسيكورتيكوستيرون و 11-ديوكسيكورتيسول ، على التوالي. ثم يستمرّ المنتوجات من التحويلات بعد ذلك خلال مساراتها المناسبة نحو إنتاج الألدوستيرون والكورتيزول. يتم وضع الإنزيم في الأغشية الشبكية الإندوبلازمية لقشرة الغدة الكظرية ،  ويتم ترميزه من قبل جين CYP21A2 في البشر.

## وظيفة

ترقيم الستيرويد ، C21 موجود في السلسلة الجانبية لـ C17

يلستيرويد 21-هيدروكسيلاس (أو ببساطة 21-هيدروكسيلاس) يسمى الانزيم بهذه الطريقة لأنه hydroxylates المنشطات في موقف C21. إنزيم يحفز التفاعل الكيميائي الذي يضاف فيه مجموعة الهيدروكسيل (-OH) في موقف C21 للجزيئات الحيوية الستيرويد. الإنزيم هو عضو من أعضاء عائلة السيتوكروم P450 الفائقة من إنزيمات مونوكسيجيناز . ال سيتوكروم P450 إنزيمات تحفيز العديد من ردود الفعل المشاركة في استقلاب المخدرات وتوليف الكولسترول، المنشطات والدهون الأخرى. 21-هيدروكسيلاز موضعي في ميكروسومات من أغشية شبكية إندوبلازمية داخل قشرة الغدة الكظرية . وهي واحدة من ثلاثة ميكروسومال الستيرويدية P450 الإنزيمات, الآخرين يجري 17-هيدروكسيلاس وأروماتيز.

21-هيدروكسيلاس هو إنزيم أساسي في مسارات التركيب الحيوي التي تنتج الكورتيزول والدوستيرون .

## هيكل
21-هيدروكسيلاس هو مجمع من ثلاث وحدات فرعية انزيم مستقلة ومتطابقة. كل وحدة فرعية في الإنزيم البشري يتكون من 13 لولب α و 9 ß-صحيفة ، التي تشكلت في هيكل ثلاثي مثل المنشور الثالث . تقع مجموعة الهيم الحديدية (III) التي تعرف الموقع النشط موجودة في مركز كل من الوحدات الفرعية. يربط الإنزيم البشري ركيزة واحدة في كل مرة. في المقابل ، يمكن أن يرتبط إنزيم الأبقار الذي يتميز بشكل جيد بركيزتين. يشترك الإنزيم البشري والبقري بنسبة 80 ٪ في هوية تسلسل الأحماض الأمينية ، ولكنهما مختلفان هيكليًا ، لا سيما في مناطق الحلقة ، وأيضًا واضح في عناصر البنية الثانوية .

## رد فعل
21-هيدروكسيلاز يحفز إضافة الهيدروكسيل (-OH) إلى موضع C21 لاثنين من المنشطات: البروجسترون و17 ألفا هيدروكسي بروجسترون. وقد وصف التفاعل هذا لأول مرة في عام 1952.

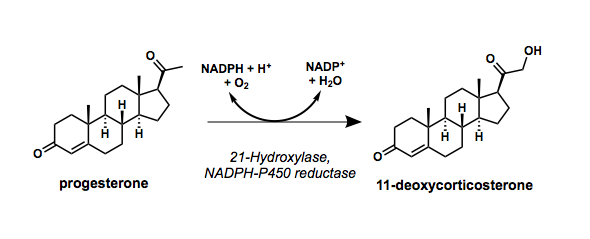
مخطط رد الفعل يظهر هيدروكسيل البروجسترون

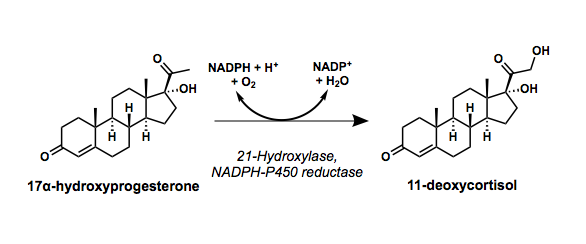
مخطط تفاعل يظهر الهيدروكسيل لـ 17a-هيدروكسي بروجستيرون

تكوين الستيرويد البشري ، يظهر كلا من تفاعلات 21 هيدروكسيلاز في أعلى المركز

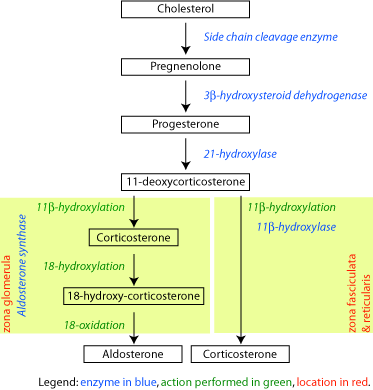
مسار التخليق الحيوي للكورتيكوستيرويد في الفئران.

إنزيم 21-هيدروكسيلاس هو إنزيم P450 السيتوكروم ويتبع الدورة التحفيزية P450 .
يعد ٢١-هيدروكسيلاز خاصًا بدرجة عالية من أجل الهيدروكسيل (hydroxylation) من البروجسترون و ١٧-hydroxyprogesterone. هذا هو في تناقض واضح مع إنزيم P450 17-hydroxylase المرتبط وظيفيًا و تطوريًا ، و يحتوي على مجموعة واسعة من الركائز.
دراسات سابقة من انزيم الإنسان أفصح عنها في الخميرة المصنفة 17-هيدروكسي بروغيسترون والركيزة المصفى ل 21-هيدروكسيلاس . ، ومع ذلك، وجدت التحليلات الحديثة للأنزيم البشري المصفى أقل K M وكفاءة تحفيزية أكبر للبروجسترون فوق 17-هيدروكسي بروجستيرون.
الكفاءة الحفازة لـ 21 هيدروكسيلاز لتحويل البروجسترون في البشر هو حوالي 1.3 × 10 ^ 7 M-1s-1 عند 37 درجة مئوية. وهذا يجعلها إنزيم P450 الأكثر كفاءة من تلك التي تم الإبلاغ عنها حتى الآن ، وأكثر كفاءة من الناحية الحفزية من إنزيم الأبقار 21-هيدروكسيلاس المرتبط بشكل وثيق. C-H السندات كسر لخلق الكربون الجذري الأولي ويعتقد أن تكون خطوة تحد من معدل في الهيدروكسيل.
مثل غيرها من الإنزيمات السيتوكروم P450، 21 هيدروكسيلاس يشارك في الدورة الحفازة السيتوكروم "cytochrome" P450 "ويشارك في نقل الإلكترون واحد مع NADPH-P450 reductase.هيكلها يتضمن مجموعة هيمي الحديد الأساسية التي تركز داخل البروتين، كما أنها مشتركة لجميع الإنزيمات P450. هيكلها يتضمن مجموعة هيمي الحديد الأساسية التي تركز داخل البروتين، كما أنها مشتركة لجميع الإنزيمات P450. يمكن العثور على أشكال مختلفة في إنزيم 21 هيدروكسيلاز في جميع الفقاريات . ومع ذلك ، فإن فهم بنية الإنسان21 هيدروكسيلاز ووظيفته له قيمة سريرية خاصة ، كما فشل الإنزيم إلى العمل بشكل مناسب يؤدي إلى فرط تنسج الكظر الخلقي. تم تحقيق البنية البلورية للأشعة السينية لـ 21 هيدروكسيلاز البشري ، مع هرمون البروجسترون المقيد ، ونشرها في عام 2015 ، مما أتاح فرصة لمزيد من الدراسة. الانزيم هو ملحوظ لخصوصيته الركيزة وكفاءة الحفاز عالية نسبيا.

جينات 

## علم الوراثة

### موقع
21-هيدروكسيلاس هو بروتين مشفر بواسطة جين CYP21A2 في البشر. يوجد جين كاذب موصول ، CYP21A1P بالقرب من هذا الجين. وتقع كل الجينات على كروموسوم 6، في مركب التواؤم النسجي الرئيسي الثالث  من قرب عنصر يكمل 4 جينات C4A و C4B و Tenascin X TNXB الجينات،  وجين كاذب، CYP21A1P، ويحتفظ 98٪ exonic مع الجينات الوظيفية CYP21A2 .
في جينوم الفأر ، CYP21A2 هو جين زائف وال CYP21A1 هو جين وظيفي. وفي الدجاج والسمان ،لا يوجد سوى جين CYP21 واحد، والذي يقع بين مكون مكمل C4 وجين TNX، جنبا إلى جنب مع CENPA .

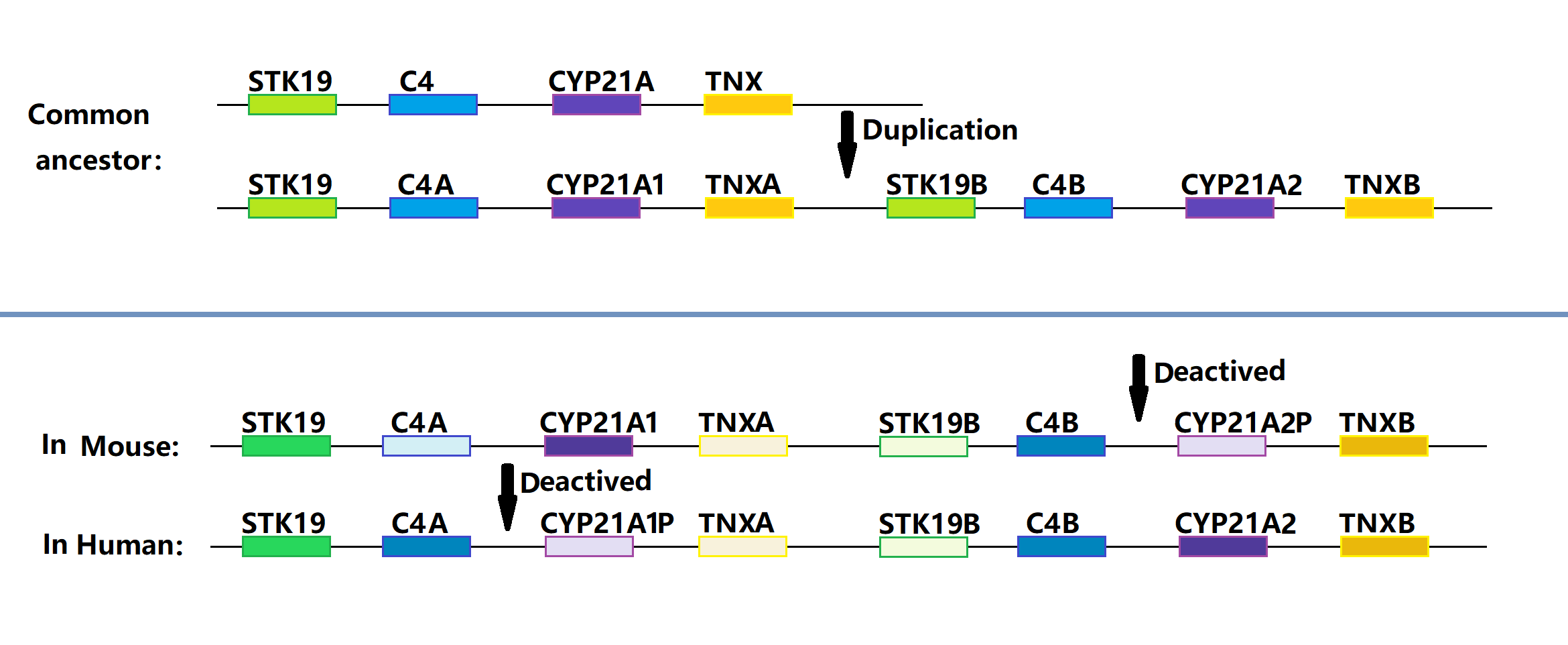
يوفر الرسم البياني صورة تطورية لعائلة CYP21A الفرعية

### دور في معقد التوافق النسيجي الرئيسي للإنسان
MHC class III هي مجموعة من البروتينات تنتمي إلى فئة معقد التوافق النسيجي الرئيسي (MHC). على عكس أنواع MHC الأخرى مثل MHC class I وMHC class II ، والتي تم تحديد هيكلها ووظائفها في الاستجابة المناعية بشكل جيد ، MHC الفئة الثالثة هي سيئة المعالم هيكليا ووظيفيا. وهو يغطي 700 كيلوبايت ويحتوي على 61 جينات، مما يجعلها المنطقة الأكثر كثافة في الجينات من الجينوم البشري. وظائف العديد من الجينات غير معروفة حتى الآن.
يسافر الجين CYP21A2 جنبًا إلى جنب مع الجين الكاذب ، CYP21P1 ، وتشير الدرجة العالية من تشابه التسلسل بينهما إلى أن هذين الجينين يتطوران جنبًا إلى جنب من خلال التبادل الجيني للحمض النووي. يقع الجين CYP21A2 داخل مجموعة RCCX ، وهي المجموعة الجينية الأكثر تعقيدًا في الجينوم البشري. نظراً لدرجة عالية من علم الهموم بين جين CYP21A2 و CYP21P1 pseudogene وتعقيد مكان، فمن الصعب دراسة الجين CYP21A2 على المستوى الجزيئي.

## الأهمية السريرية

### تضخم الغدة الكظرية الخلقي
المتغيرات الجينية في جين CYP21A2 تسبب اضطرابا في تطور الانزيم، مما قد يؤدي إلى فرط التنسج الكظري الخلقي بسبب نقص 21-هيدروكسيلاس . يوجد جين زائف مرتبط بـ CYP21A1 بالقرب من هذا الجين. ويعتقد أن الأحداث تحويل المورث التي تنطوي على الجين الوظيفي والجين الكاذب لحساب العديد من الحالات من نقص الستيرويد 21-هيدروكسيلاس. تضخم الغدة الكظرية الخلقي (CAH) ههو اضطراب متنحي ذات. هناك أشكال متعددة من CAH، مقسمة إلى أشكال الكلاسيكية وغير الكلاسيكية على أساس كمية الوظيفة المحتفظ بها. الأشكال الكلاسيكية يحدث في ما يقرب من 1 في 15000 ولادة على الصعيد العالمي،  وتشمل إهدار الملح (SW) ، والانتشار البسيط (SV). الطفرات التي تتداخل مع الموقع النشط - مجموعة الهيم أو المخلفات المشاركة في الربط الركيزي - تؤدي إلى فقدان كامل للنشاط الأنزيمي ، نوع إضاعة الملح. أظهرت الدراسات أن الطفرات في بنية 21 هيدروكسيلاز ترتبط بالخطورة السريرية للتضخم الكظري الخلقي. وترتبط الكولونيزول والدوستيرون العجز مع فقدان الملح الذي يهدد الحياة (ومن ثم هدر الملح), كما المنشطات تلعب أدوارا في تنظيم توازن الصوديوم . مع الحفاظ على الحد الأدنى من نشاط الإنزيم ، رتبط النوع البسيط الفيروسي مع الطفرات في المناطق المائية المحفوظة أو بالقرب من مجال الغشاء. و يحافظ مرضى تضخم الغدة الكظرية CAH الخلقي الفيروسي البسيط على توازن صوديوم كافية ، ولكن تظهر أعراض ظاهرية أخرى مشتركة من قبل SW ، بما في ذلك النمو المتسارع في مرحلة الطفولة والأعضاء التناسلية الغامضة لدى المواليد الإناث. تحتفظ الأشكال غير الكلاسيكية بنسبة 20-60٪ من وظيفة الهيدروكسيلاس - ويرتبط هذا النموذج بتعبير الكورتيزول العادي، ولكن فائض من الاندروجين بعد البلوغ.

### تضخم الغدة الكظرية الخلقي غير الكلاسيكي
يعتبر تضخم الغدة الكظرية الخلقي غغير الكلاسيكي الناجم عن نقص 21 هيدروكسيلاس (NCCAH) هو تضخم الغدة الكظرية الخلقي الأكثر اعتدالاً وتأخراً في الظهور. يتراوح معدل انتشاره في المجموعات العرقية المختلفة من 1: 1000 إلى 1:50. ببعض الأشخاص المصابين بهذه الحالة ليس لديهم علامات وأعراض ذات صلة ، في حين يعاني آخرون من أعراض فرط الأندروجين . عادة ما يكون لدى النساء المصابات بـ NCCAH أعضاء تناسلية أنثوية طبيعية عند الولادة. في وقت لاحق من الحياة، قد تكون علامات وأعراض الحالة في النساء مختلفة، ولكن قد تشمل حب الشباب، والشعرانية ، والصلع الذكوري ، وعدم انتظام الدورة الشهرية ، والعقم. وقد نشرت دراسات أقل عن الذكور مع NCCAH مقارنة بتلك المتعلقة بالإناث، لأن الذكور عموما لا يوجد لهم أعراض. قد يكون لدى الذكور نمو مبكر للحية وخصيتين صغيرتين نسبيًا. عادة ، لديهم عدد طبيعي من الحيوانات المنوية.